# Feistritzwaldbahn
| Anheizen der Dampflok Nr. 2 der Feistritzwaldbahn, um 1935 |                     |                                       |                                 |
| Spurweite: | 600 mm (Schmalspur) |                                       |                                 |
| |                     |                                       |                                 |
| Geografische Daten |                     |                                       |                                 |
| Kontinent | Europa              |                                       |                                 |
| Land | Österreich          |                                       |                                 |
| Bundesland | Steiermark          |                                       |                                 |
| Streckenbezogene Daten |                     |                                       |                                 |
| \| \| 0,0 \| Steinhaus am Semmering Verladestation \| 838 m ü. A. \| \| \| \| Südbahn \| \| \| \| 1,1 \| Stutzgleis Feuerwehrdepot \| Stutzgleis Feuerwehrdepot \| \| \| 1,3 \| Heizhaus Steinhaus \| Heizhaus Steinhaus \| \| \| 4,3 \| Ignaz Ganster \| Ignaz Ganster \| \| \| 5,0 \| Wasserstation \| Wasserstation \| \| \| 6,4 \| Fröschnitz Talstation Bremsberg \| Fröschnitz Talstation Bremsberg \| \| \| \| Schrägaufzug \| \| \| \| 7,3 \| Bremsbergkopf Bergstation \| 1273 m ü. A. \| \| \| \| Sattelstrecke \| \| \| \| 9,1 \| Wasserstation \| Wasserstation \| \| \| 10,2 \| Sattelbahnhof Bergstation \| 1298 m ü. A. \| \| \| \| Schrägaufzug \| \| \| \| 10,9 \| Ambach Talstation \| 1175 m ü. A. \| \| \| 11,6 \| Verladeplatz Reginakeusche \| Verladeplatz Reginakeusche \| \| \| 11,9 \| Verladeplatz Graf Kreuz \| Verladeplatz Graf Kreuz \| \| \| 12,8 \| Weiche Wallner (Erzbistum) \| 1075 m ü. A. \| \| \| 14,6 \| Schusterwiese (Kropfbrunn) \| Schusterwiese (Kropfbrunn) \| \| \| 15,5 \| Frauenwald \| 1002 m ü. A. \| \| \| 16,2 \| Ohrwaschlgraben \| 975 m ü. A. \| \| \| 17,3 \| Miesegg \| 932 m ü. A. \| \| \| 20,2 \| Köhlerei \| 868 m ü. A. \| \| \| 21,0 \| Besitzgrenze \| Besitzgrenze \| \| \| 22,2 \| Rettenegg \| 862 m ü. A. \| |                     |                                       |                                 |
| Betriebs-/Güterbahnhof Streckenanfang (Strecke außer Betrieb) | 0,0                 | Steinhaus am Semmering Verladestation | 838 m ü. A.                     |
| Kreuzung geradeaus unten (Strecke geradeaus außer Betrieb) |                     | Südbahn                               | Südbahn                         |
| Blockstelle (Strecke außer Betrieb) | 1,1                 | Stutzgleis Feuerwehrdepot             | Stutzgleis Feuerwehrdepot       |
| Blockstelle (Strecke außer Betrieb) | 1,3                 | Heizhaus Steinhaus                    | Heizhaus Steinhaus              |
| Blockstelle (Strecke außer Betrieb) | 4,3                 | Ignaz Ganster                         | Ignaz Ganster                   |
| Blockstelle (Strecke außer Betrieb) | 5,0                 | Wasserstation                         | Wasserstation                   |
| Blockstelle (Strecke außer Betrieb) | 6,4                 | Fröschnitz Talstation Bremsberg       | Fröschnitz Talstation Bremsberg |
| Strecke (außer Betrieb) |                     | Schrägaufzug                          | Schrägaufzug                    |
| Blockstelle (Strecke außer Betrieb) | 7,3                 | Bremsbergkopf Bergstation             | 1273 m ü. A.                    |
| Strecke (außer Betrieb) |                     | Sattelstrecke                         | Sattelstrecke                   |
| Blockstelle (Strecke außer Betrieb) | 9,1                 | Wasserstation                         | Wasserstation                   |
| Blockstelle (Strecke außer Betrieb) | 10,2                | Sattelbahnhof Bergstation             | 1298 m ü. A.                    |
| Strecke (außer Betrieb) |                     | Schrägaufzug                          | Schrägaufzug                    |
| Blockstelle (Strecke außer Betrieb) | 10,9                | Ambach Talstation                     | 1175 m ü. A.                    |
| Blockstelle (Strecke außer Betrieb) | 11,6                | Verladeplatz Reginakeusche            | Verladeplatz Reginakeusche      |
| Blockstelle (Strecke außer Betrieb) | 11,9                | Verladeplatz Graf Kreuz               | Verladeplatz Graf Kreuz         |
| Blockstelle (Strecke außer Betrieb) | 12,8                | Weiche Wallner (Erzbistum)            | 1075 m ü. A.                    |
| Blockstelle (Strecke außer Betrieb) | 14,6                | Schusterwiese (Kropfbrunn)            | Schusterwiese (Kropfbrunn)      |
| Blockstelle (Strecke außer Betrieb) | 15,5                | Frauenwald                            | 1002 m ü. A.                    |
| Blockstelle (Strecke außer Betrieb) | 16,2                | Ohrwaschlgraben                       | 975 m ü. A.                     |
| Blockstelle (Strecke außer Betrieb) | 17,3                | Miesegg                               | 932 m ü. A.                     |
| Blockstelle (Strecke außer Betrieb) | 20,2                | Köhlerei                              | 868 m ü. A.                     |
| Blockstelle (Strecke außer Betrieb) | 21,0                | Besitzgrenze                          | Besitzgrenze                    |
| Betriebs-/Güterbahnhof Streckenende (Strecke außer Betrieb) | 22,2                | Rettenegg                             | 862 m ü. A.                     |

Die Feistritzwaldbahn, auch „Frauenwaldbahn“ oder „Waldbahn Steinhaus–Rettenegg“ genannt, war eine bis 1958 betriebene Waldbahn zwischen Steinhaus am Semmering und Rettenegg in der Steiermark.

## Anlage der Bahn

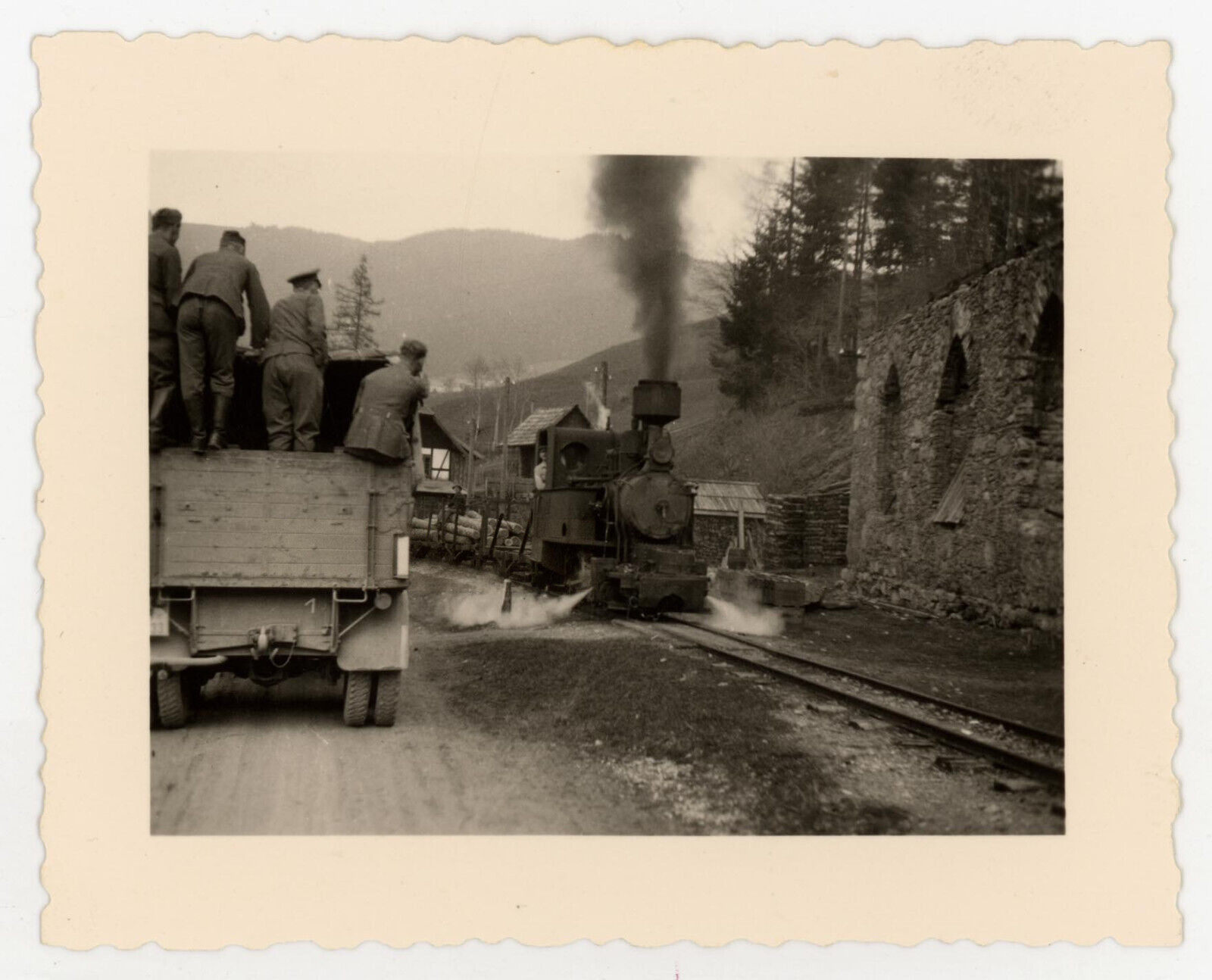
Güterzug der FWB passiert die Alfredhütte, April 1941

Das besondere an der Schmalspurbahn mit einer Spurweite von 600 mm waren die beiden Schrägaufzüge, mit denen die Waggons vom oberen Feistritztal auf den Feistritzsattel und vom Fröschnitzsattel über den Bremsberg in den Fröschnitzgraben gelangten. Dieser Streckenteil mit Resten des Bremshauses ist im Wald in der Nähe des Fröschnitzsattels deutlich erkennbar. Vom Bremshaus sind noch Reste zu sehen. Der Bahndamm der Steilstrecke ist verwachsen, aber deutlich erhöht und aus Steinen errichtet.

## Streckenverlauf
Ausgangspunkt der Strecke mit einer Gesamtlänge von 22 km war der Bahnhof Steinhaus am Semmering, der heute noch eine Haltestelle der Semmeringbahn ist. Vom Bahnhof Steinhaus ausgehend führte die Bahn zunächst unter dem Steinhaus-Viadukt der Semmeringbahn hindurch, an Steinhaus und an der Alfred-Hütte vorbei weiter in den Fröschnitzgraben. Die Steigung vom Fröschnitzgraben auf den Fröschnitzsattel wurde über den Bremsberg mit Hilfe eines Schrägaufzugs bewältigt. Der oben anschließenden Scheitelstrecke vom Fröschnitzsattel zum Feistritzsattel folgt der heutige Weitwanderweg 02. Vom Feistritzsattel zum Ambach hinab führte wieder ein mit Wasserkraft betriebener Schrägaufzug.
Vom Ambach an folgte die Strecke dem Oberlauf der Feistritz über Frauenwald bis nach Rettenegg. Der Bahndamm ist an einigen Abschnitten auch heute noch gut zu erkennen.

## Geschichte
Erbauer und Eigentümer der Waldbahn war die Forstverwaltung Graf Karl Lanckoroński, die ausgedehnte Waldungen im oberen Feistritztal besaß und die Bahn in mehreren Abschnitten zwischen 1902 und 1917 errichten ließ. Der Forstbetrieb sollte nach modernen Gesichtspunkten geführt werden, deshalb wurde der Waldbesitz systematisch durch die Waldbahn erschlossen. Neben dem Transport von Holz der Forstverwaltung fand noch ein beschränkt-öffentlicher Güterverkehr für die Anwohner der Bahn statt. Der Personentransport war ausdrücklich verboten, wurde aber gelegentlich toleriert. 
Nach dem Zweiten Weltkrieg wurden rund 7 km Forststraßen und 1,7 km Interessentenwege angelegt, die die Waldbahn schließlich überflüssig machten.

## Lokomotiven
| Lokomotive          | Einsatz   |
| ------------------- | --------- |
| Zobel 115/10        | 1910–1958 |
| O&K 566/00          | 1918–     |
| BMMF 741/18         | 1918–1958 |
| BMMF 742/18         | 1918–1958 |
| Krauss Linz 7480/18 | 1918–1958 |
| Decauville 6086/26  | 1947–1958 |

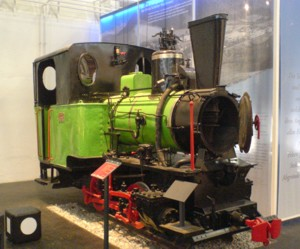
Eine Zobel-Dampflok ähnlich den Waldbahnlokomotiven (Südbahnmuseum Mürzzuschlag)

Das gesamte Rollmaterial wurde nach Einstellung des Betriebes 1958 mit einer Ausnahme verschrottet, lediglich ein Waggon blieb als Wrack erhalten.

## Bilder

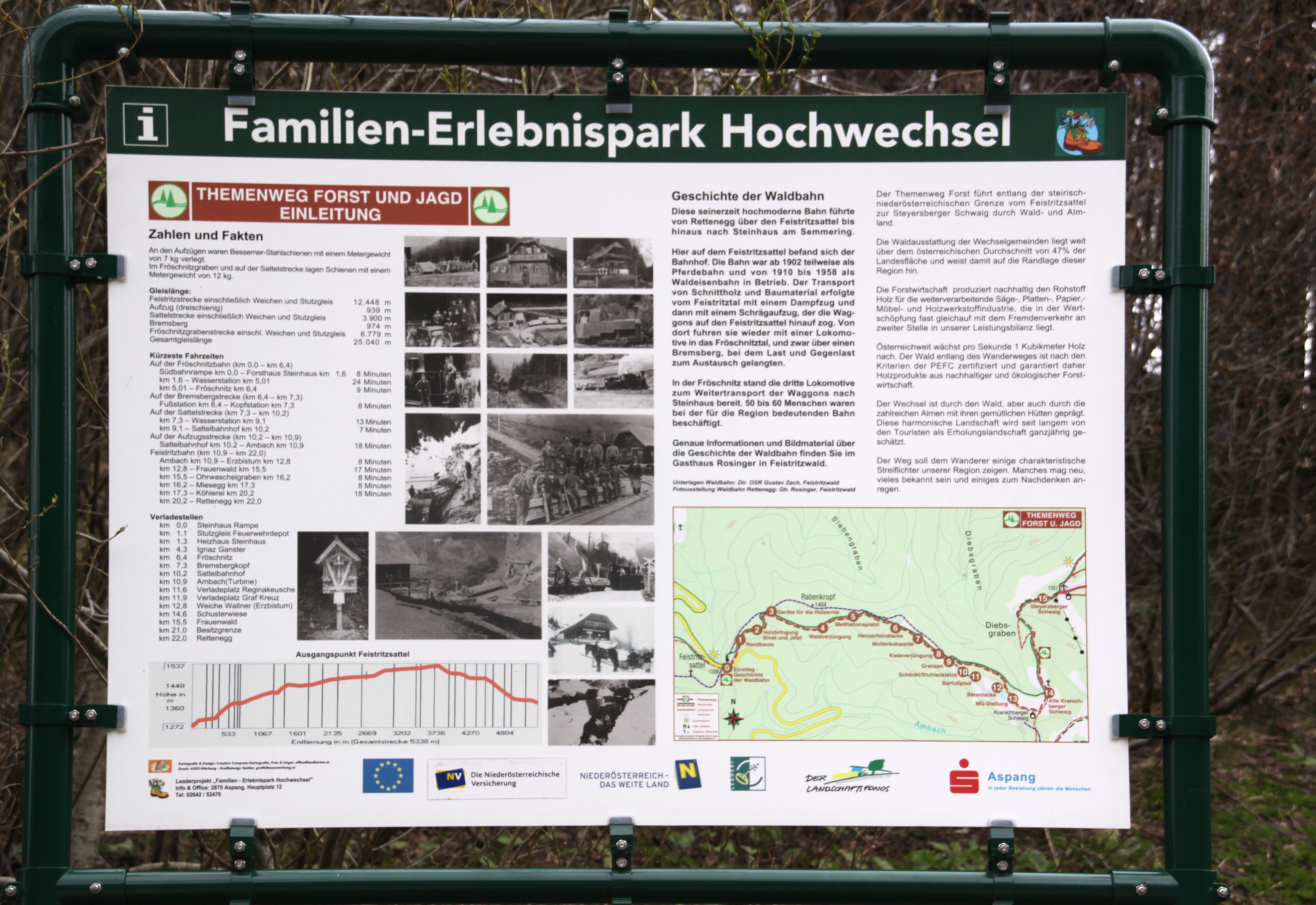
Schautafel Feistritzwaldbahn am Feistritzsattel
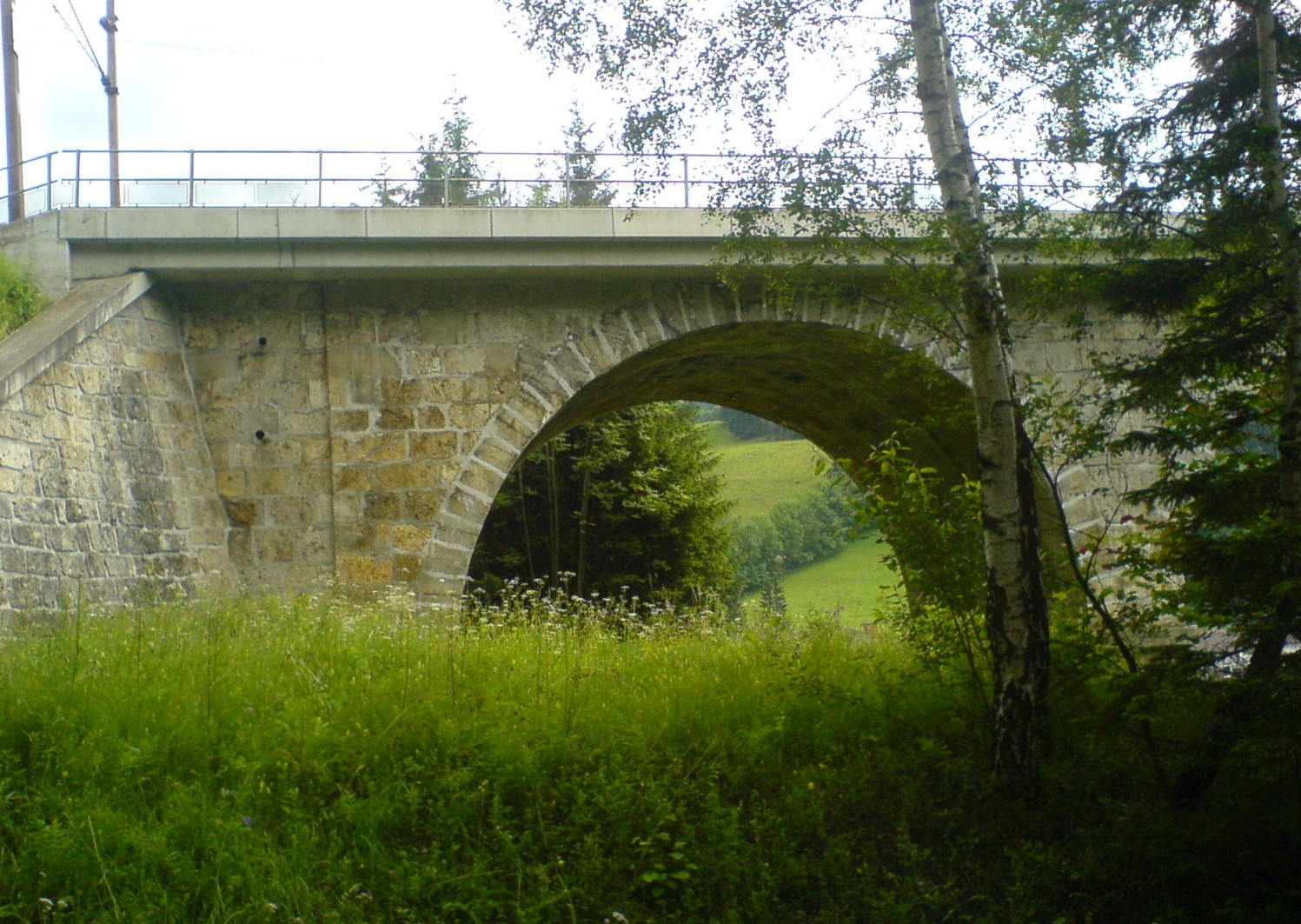
Das Steinhausviadukt, oben verläuft die Semmeringbahn, unten fuhr die Feistritzwaldbahn durch; die Reste des Bahndammes sind noch deutlich zu erkennen
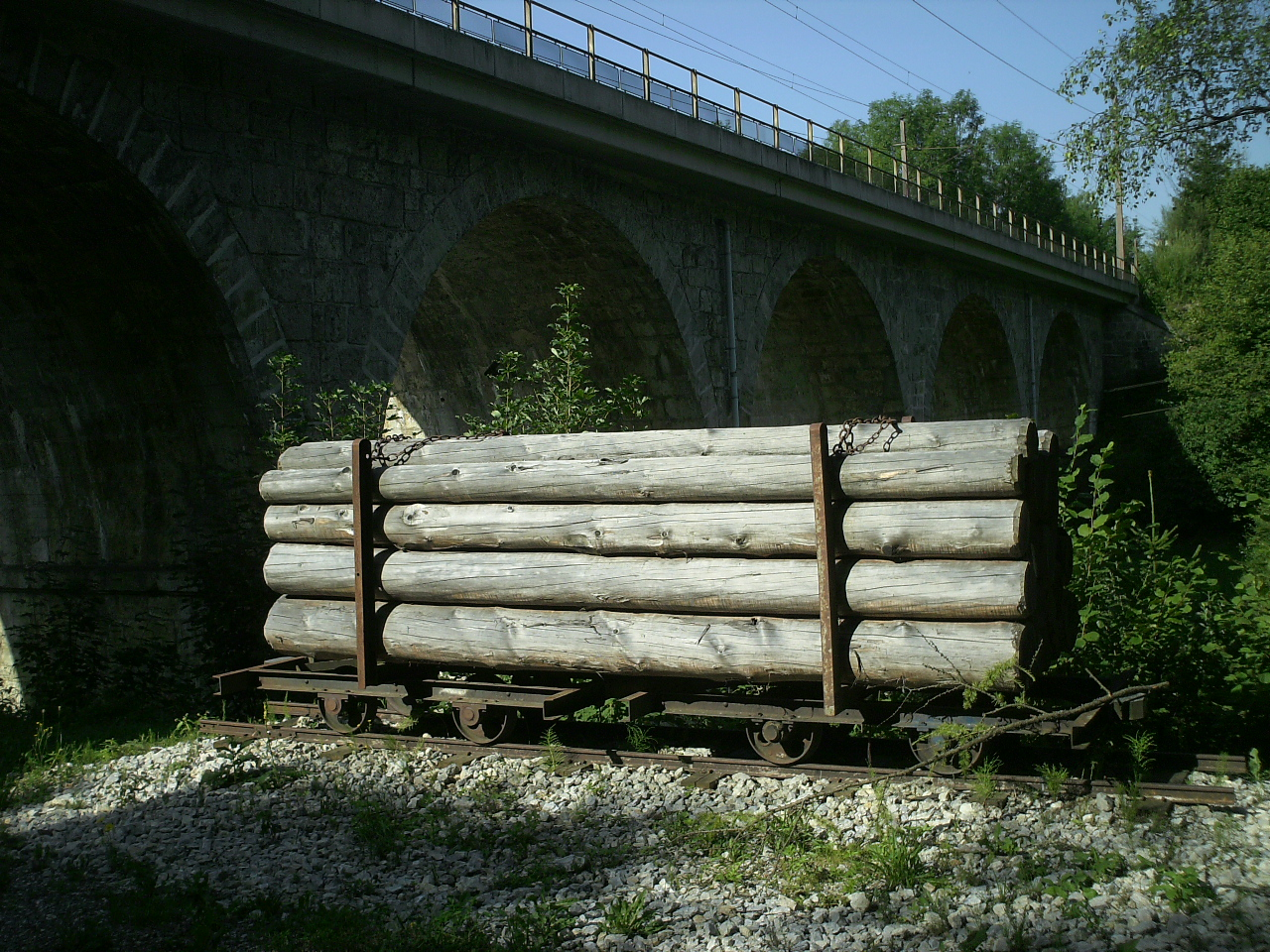
Replik eines Güterwaggons beim Steinhausviadukt (Infopunkt Bahnwanderweg Semmeringbahn)
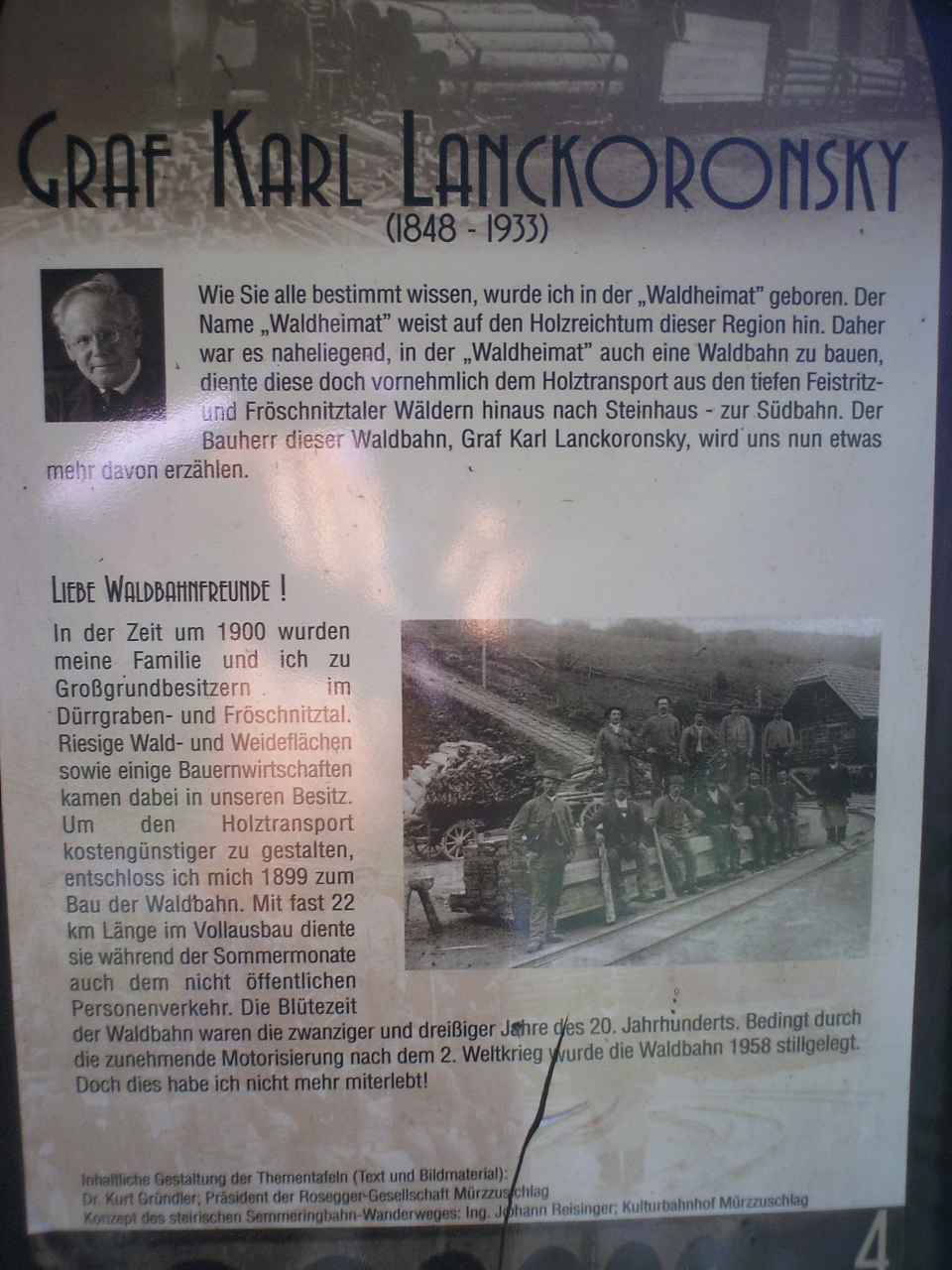
Infotafel des Bahnwanderweges am Steinhausviadukt mit Kurzbeschreibung der Waldbahn
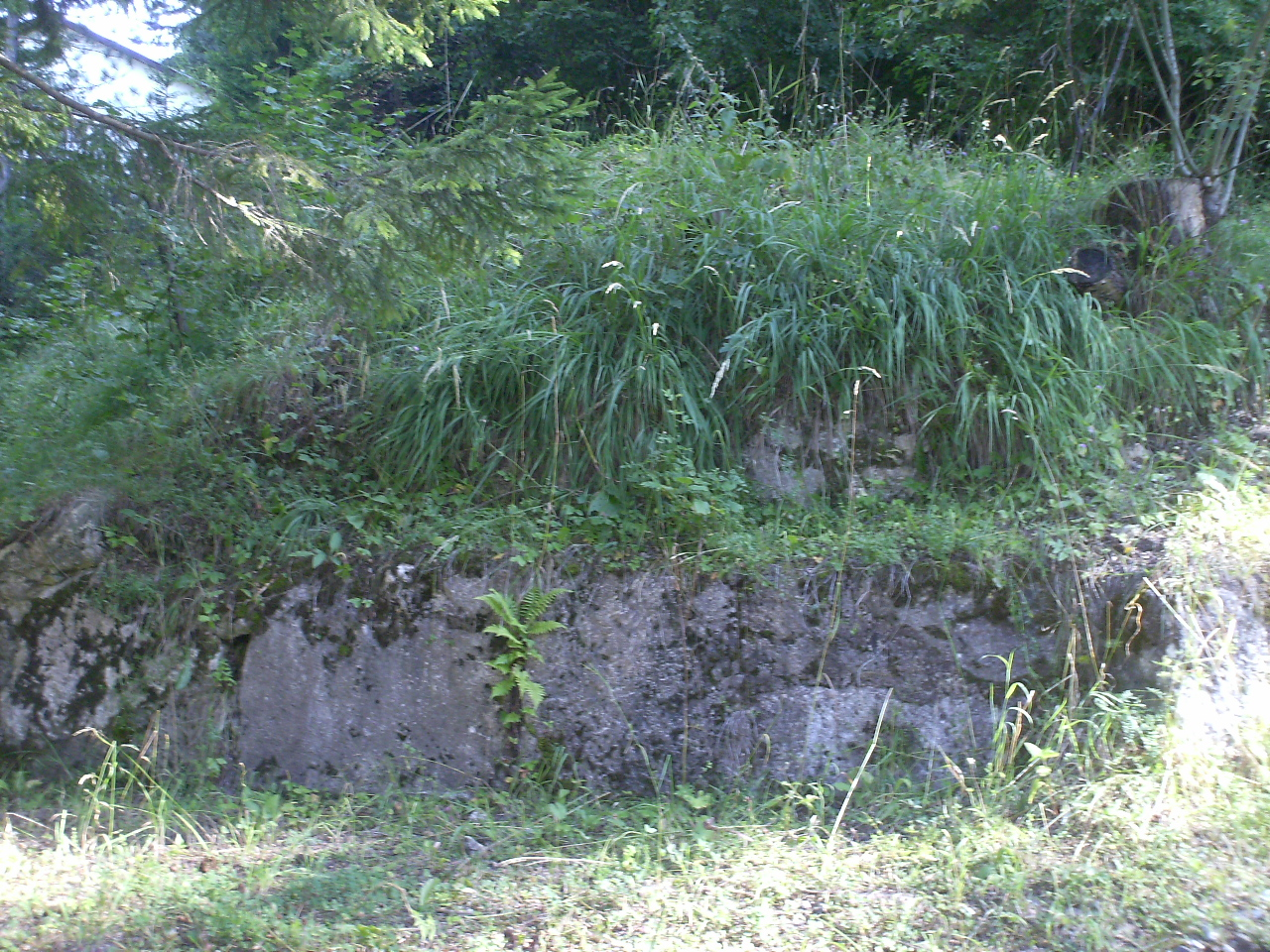
Reste des Trassenunterbaus beim Steinhausviadukt
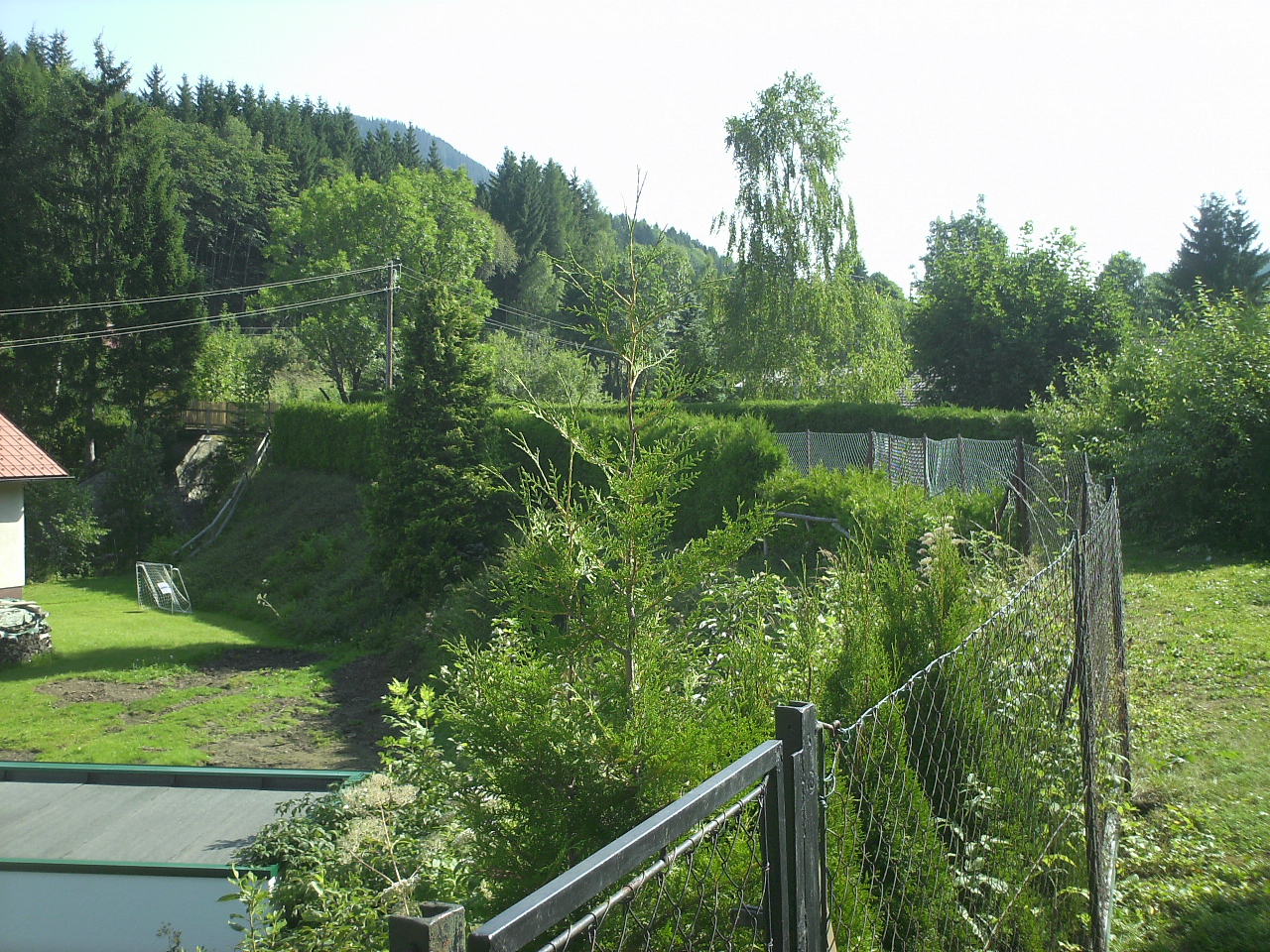
Bahntrasse mit Dürrgrabenbachübergang
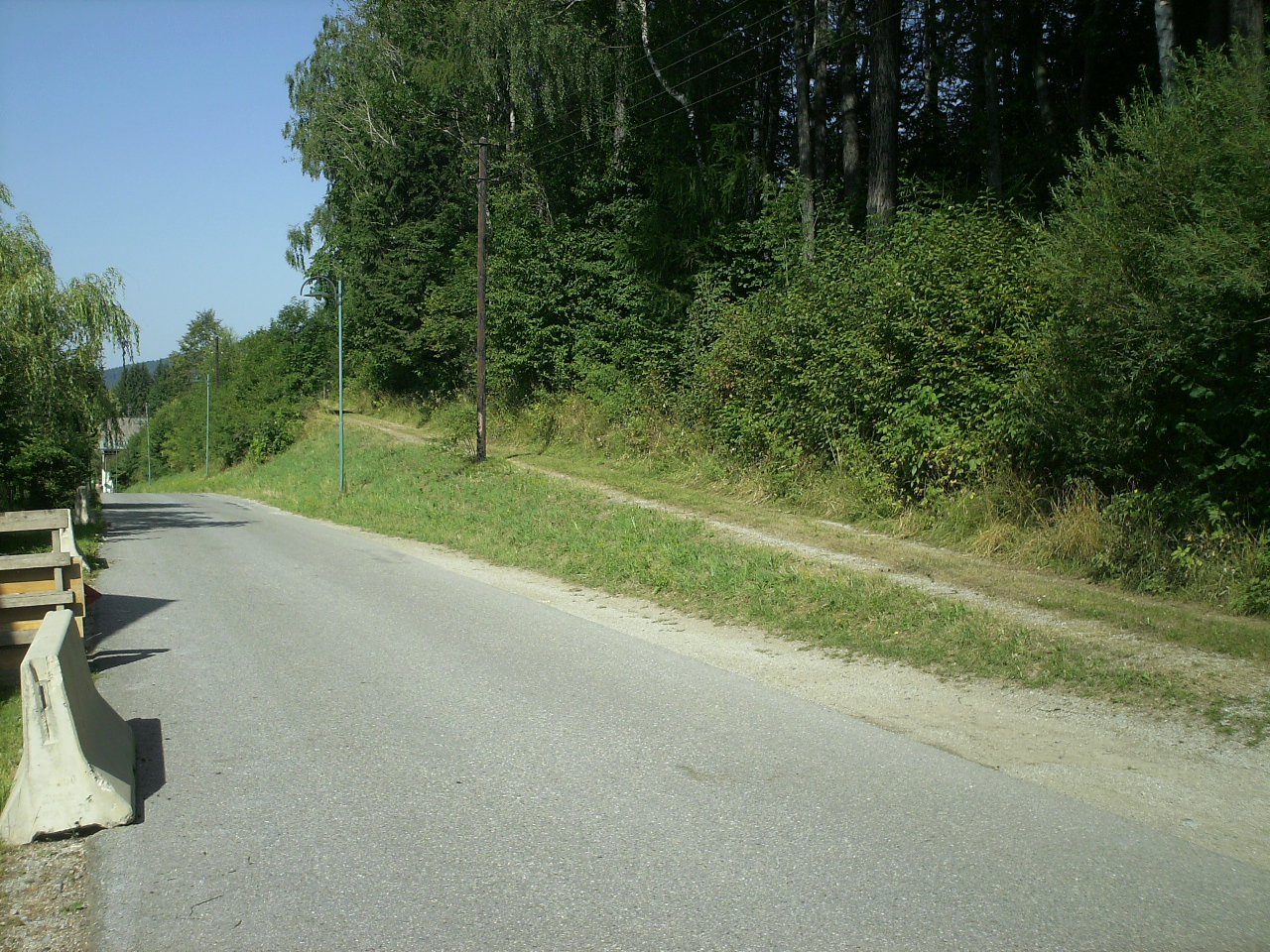
Rampe zum Steinhausviadukt bei Steinhaus Nr. 27C